# Liste der Einträge im National Register of Historic Places im Polk County (Missouri)

Lage des Polk County in Missouri

Die Liste der Einträge im National Register of Historic Places im Polk County in Missouri führt die Bauwerke und historischen Stätten im Platte County auf, die in das National Register of Historic Places aufgenommen wurden.
| [ 3 ] | Name                             | Bild                             | Eintragsdatum        | Lage                                                 | Ort         | Beschreibung |
| ----- | -------------------------------- | -------------------------------- | -------------------- | ---------------------------------------------------- | ----------- | ------------ |
| 1     | Bolivar Public Library           | Bolivar Public Library           | 2003 ID-Nr. 03000652 | 120 East Jackson Street 37° 36′ 48″ N, 93° 24′ 37″ W | Bolivar     |              |
| 2     | George Dimmitt Memorial Hospital | George Dimmitt Memorial Hospital | 2012 ID-Nr. 12000101 | 102 South Bolivar Road 37° 47′ 41″ N, 93° 34′ 34″ W  | Humansville |              |
| 3     | North Ward School                |                                  | 2011 ID-Nr. 11000442 | 201 West Locust Street 37° 36′ 57″ N, 93° 24′ 49″ W  | Bolivar     |              |